# Provincia de Biliran
Biliran es una provincia insular en la región de Bisayas Orientales de Filipinas. Es una de las provincias más pequeñas en el país. Su capital es Naval.

## Idiomas
Se hablan principalmente cebuano (57.79%) y samareño (40.80%) en la provincia. También se habla tagalo por la mayoría y se entiende inglés.

## División administrativa
| - Almería - Biliran - Cabucgayan - Caibirán | - Culaba - Kawayan - Maripipi - Naval |

## Historia
Al comienzo de la época española, Biliran se llamaba Panamao. El nombre presente se deriva, según muchas publicaciones, de una hierba nativa que se llama borobiliran, que se crecía en abundancia en la isla. Una otra teoría dice que el nombre se deriva de la palabra bilir (o alternativamente biliran), que se definió en un antiguo diccionario bisayo como el “rincón de un barco, jarrón o cualquiera que sobresalga, como venas.”